# Nödutgång

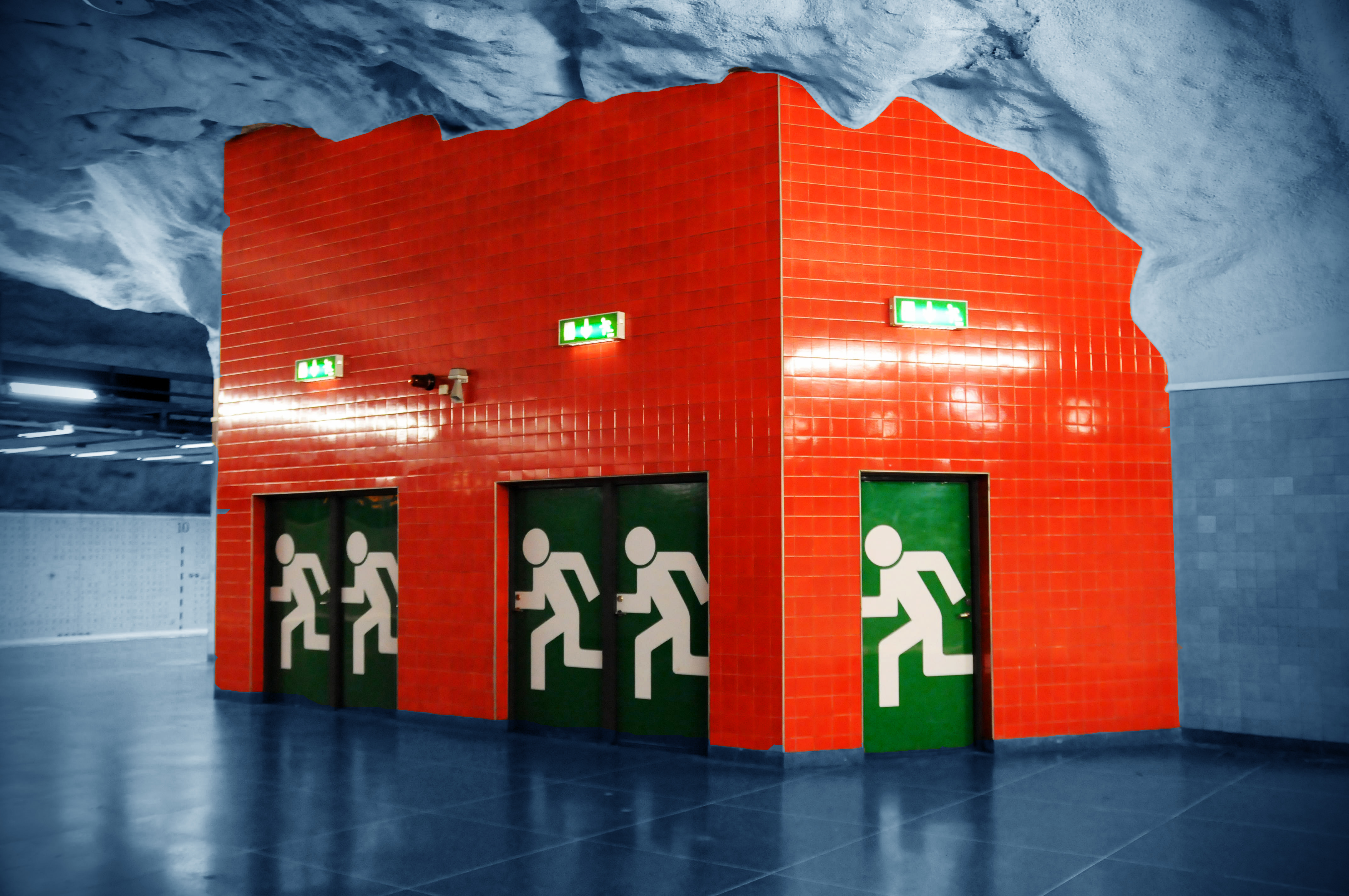
Nödutgång i Stockholms tunnelbana (Universitetets tunnelbanestation)

Nödutgång är den väg man tar när man är i fara vid till exempel brand eller gasutläckning och det inte finns en annan utväg. Till exempel vid brand finns det nödutgångar via fönster, och speciella dörrar. Större båtar har livbåtar. Vissa passagerarflygplan har nödrutschkana för evakuering på land eller vatten. I militärflygplan kan katapultstol finnas.
Nödutgångar är vanliga i offentliga byggnader, som parkeringshus, skolor och sportanläggningar. I Europa är skylten ofta grön, och visar en vit streckgubbe springa åt vänster, där en pil pekar på en dörr.
Nödutgångar uppmanas ofta inte användas om inte nödsituation råder. Viktigt är också att föremål och annat inte barrikaderar nödutgången, vilket i vissa försvårat situationen vid nödsituation.